# Кузнецов, Василий Федотович
Василий Федотович Кузнецов (род. 13 февраля 1947, Кудара, Бурят-Монгольская АССР) — российский политический деятель, депутат Государственной думы третьего (1999—2003), четвёртого (2003—2007) и пятого созыва (2007—2011).

## Биография
В 1987 — 91 избирался депутатом районного Совета народных депутатов г. Иркутска. С 1993 — генеральный директор Государственного предприятия по обеспечению нефтепродуктами. С 15 мая 1998 — генеральный директор ОАО «Бурятнефтепродукт». 5 июля 1998 был избран депутатом Народного хурала Республики Бурятия второго созыва.

### Депутат госдумы
19 декабря 1999 был избран депутатом Государственной Думы РФ третьего созыва.
В 2006 году награждён медалью «За заслуги перед Отечеством» II степени.